# Ribeira de Pedro
A Ribeira de Pedro é um curso de água português localizado na freguesia da Feteira, concelho de Horta, ilha do Faial, arquipélago dos Açores.
Este curso de água tem origem a uma cota de altitude de cerca de 700 metros de altitude nos contrafortes do Pico Cangueiro.
A sua bacia hidrográfica, procede assim à drenagem de parte dos contrafortes do Pico do Cangueiro e do Pico das Queimadas.
As suas águas depois de se juntarem com as águas da Ribeira da Granja seguem para o Oceano Atlântico, onde desaguam próximo ao Porto da Feteira.